# Theofil Andersson
Jacob Theofil Andersson, född 27 september 1869, död 11 augusti 1943 i Stockholm, var en svensk ämbetsman.

## Biografi
Andersson blev filosofie doktor och docent i statistik och statskunskap i Lund 1897, och aktuarie i Kommerskollegium 1904. Åren 1912–1935 var han byråchef vid Socialstyrelsen. Andersson nedlade ett betydande arbete med organisationen av sjukförsäkringen i Sverige. Hans sakkunskap på detta område anlitades flitigt i offentliga utredningar.
Bland Anderssons skrifter märks Den inre omflyttningen I. Norrland (1897), Värmlands läns hushållningssällskaps historia (1903), Handbok vid tillämpningen av lagen om folkpensionering (1914), Statistiska undersökningar rörande svenska fattigvården (1915), Tvångssjukförsäkringen i Tyskland och England (1919) och Socialförsäkringen i Sverige (1926).